# Briffœil
Briffœil is een gehucht in de Belgische provincie Henegouwen. Het ligt in Wasmes-Audemez-Briffœil, een deelgemeente van de stad Péruwelz.

## Geschiedenis
Briffœil behoorde tot de Kasselrij Aat. Op de Ferrariskaart uit de jaren 1770 staat de plaats weergegeven als het dorpje Briffoeil, met vlakbij een omwald kasteel.
Op het eind van het ancien régime werd Briffœil een gemeente. Het gehucht Ponange (of Ponenche) van Baugnies werd aangehecht. In 1829 werd de gemeente al opgeheven en samengevoegd met Wasmes-Audemez, zelf uit een fusie ontstaan, en het gehucht Ponenche keerde terug naar Baugnies. De nieuwe gemeente werd Wasmes-Audemez-Briffœil genoemd.

## Bezienswaardigheden
- Het Kasteel van Briffoeil werd in 1378 voor het eerst vermeld. Het werd diverse kerken herbouwd en uitgebreid maar einde 19e eeuw gesloopt op enkele overblijfselen na. Wat ook bleef was de Sint-Joriskapel (Chapelle Saint-Georges) van 1636, in barokstijl.

Deelgemeenten: Baugnies · Bon-Secours · Braffe · Brasménil · Bury · Callenelle · Péruwelz · Roucourt · Wasmes-Audemez-Briffœil · Wiers

Overige plaatsen: Audemez · Briffœil · Ponange · Ringies · Wasmes

Belgische gemeenten · Arrondissement Doornik-Moeskroen · Henegouwen · Wallonië